# Dalbergia cochinchinenis
Dalbergia cochinchinenis är en ärtväxtart som beskrevs av Jean Marie Antoine de Lanessan. Dalbergia cochinchinenis ingår i släktet Dalbergia, och familjen ärtväxter. Inga underarter finns listade i Catalogue of Life.